# Sotir Kosta
Sotir Spiro Kosta  (n. 6 de junio de  1936 en Buhal, alrededor de Përmet) es un escultor albanés, también restaurador del patrimonio cultural albanés.

## Datos biográficos
En 1964 se graduó en la Facultad de Escultura de la Academia de Bellas Artes de Tirana. Después de la graduación, se dedica a la conservación y restauración de esculturas en el Centro de Investigación Arqueológica de Tirana. En 1975 se trasladó al Instituto de Monumentos de la cultura, como especialista en la restauración de mosaicos. 
Fue comisario de la exposición "El arte de Albania durante siglos", presentada en París en 1974. desde 1980 a 2001 ha representado repetidamente a Albania en seminarios y conferencias sobre la protección de monumentos históricos - en Macedonia, Grecia e Italia.
El primer premio de su carrera artística lo recibió en 1957 de manos del Estado, por una figura realizada en yeso titulada Vajz (Chica). 
En los años 1973 y 1981 fue galardonado con la Medalla de Naim Frasheri.
Se especializa en escultura de retrato, la mayoría de las obras están inspiradas en la historia de Albania. 
Actualmente sus obras se encuentran en 14 museos de Albania, sobre todo en la Galería de Arte de Tirana. 
En 2006 fue invitado por la Asociación Polaca de Antiguos Alumnos de la AGH y sus obras expuestas en Cracovia. 

## Obras bibliográficas
- "Monumentet e kulturës në veprën e shokut Enver Hoxha"  (Monumentos de la cultura obra de Enver Hoxha)(1985)

- "U Mbajt Sympoziumi Mbrojtja, studimi dhe restaurimi i monumenteve të kulturës në Shqipëri"

(Simposio protección, estudio y restauración de monumentos en Albania) (1986)